# 노랑쌀쥐
노랑쌀쥐(Aegialomys xanthaeolus)는 비단털쥐과에 속하는 설치류의 일종이다. 쌀쥐족 해안쌀쥐속에 속하지만, 2006년까지는 쌀쥐속으로 분류했다. 에콰도르 해안과 페루에서 발견된다. 현재, 적어도 현존하는 해안쌀쥐속에서 공식적으로 유일하게 대륙에서 발견되는 종이다. 학명에서 두 번째 "a"가 빠져 "xantheolus"로 스펠링이 잘못 표기되기도 한다.